# Emmanuel Mbola
Emmanuel Mbola (Mansa, Zambia; 10 de mayo de 1993) es un futbolista de Zambia que juega en la posición de Lateral izquierdo y que actualmente milita en el TP Mazembe de la Linafoot.

## Carrera

### Club
| Periodo   | Club                |
| --------- | ------------------- |
| 2008      | Mining Rangers      |
| 2008      | Zanaco FC           |
| 2009–2010 | FC Pyunik           |
| 2010–2013 | TP Mazembe          |
| 2012–2013 | → FC Porto (cedido) |
| 2013-2019 | Hapoel Ra'anana     |
| 2019      | Bnei Sakhnin FC     |
| 2020-     | TP Mazembe          |

### Selección nacional
Jugó para Zambia en 54 ocasiones de 2008 a 2016, participó en tres ediciones de la Copa Africana de Naciones donde fue seleccionado en el equipo ideal del torneo en la edición de 2010.

## Logros

### Club
- Liga Premier de Armenia (1): 2009
- Copa de Armenia (1): 2009
- Linafoot (4): 2011, 2019–20, 2021–22, 2023–24
- Supercopa de la CAF (1): 2011
- Primeira Liga (1): 2012-13
- Supertaça Cândido de Oliveira (2): 2012, 2013

### Individual
- Equipo Ideal de la Copa Africana de Naciones 2010.